# 7092 Кадмус
7092 Кадмус (7092 Cadmus) — астероїд головного поясу, відкритий 4 червня 1992 року.
Тіссеранів параметр щодо Юпітера — 3,004.